# Лерьё
Лерьё (фр. Leyrieu) — коммуна во Франции, находится в регионе Рона — Альпы. Департамент коммуны — Изер.
Код INSEE коммуны — 38210. Население коммуны на 1999 год составляло 643 человека. Населённый пункт находится на высоте от до метров над уровнем моря. Муниципалитет расположен на расстоянии около 410 км юго-восточнее Парижа, 32 км восточнее Лиона, 75 км северо-западнее Гренобля.
Динамика населения (INSEE):